# Две секунды
«Две секунды» (англ.  Two Seconds) — американская криминальная драма режиссёра Мервина Лероя, которая вышла на экраны в 1932 году.
В основу фильма положена успешная бродвейская пьеса того же названия, которую написал Эллиотт Лестер. Фильм рассказывает о строительном рабочем (Эдвард Г. Робинсон), который влюбляется в порочную танцовщицу (Вивьен Осборн), что приводит его сначала к случайному убийству друга (Престон Фостер), затем к убийству танцовщицы, и в итоге к казни на электрическом стуле. Название картины подразумевает те две секунды, которые человек на электрическом стуле ещё остаётся живым после включения электричества. За это время, как считается, перед ним проносится вся его жизнь.
Это был третий совместный фильм режиссёра Мервина Лероя и актёра Эдварда Г. Робинсона после двух удачных работ в предыдущем году — «Маленький Цезарь» и «Пять последних звёзд». Актёр Престон Фостер играет в этом фильме ту же роль, которую он исполнял в бродвейской постановке.
В 1932 году Национальный совет кинокритиков США включил картину в список 10 лучших фильмов года.

## Сюжет
Когда приговорённого к смерти Джона Аллена (Эдвард Г. Робинсон) ведут на электрический стул, на вопрос одного из наблюдателей в зале тюремный надзиратель отвечает, что человек живёт ещё приблизительно две секунды после подачи тока, и за это время перед ним проносится вся его жизнь… История Джона начинается в тот момент, когда во время Сухого закона он работал клепальщиком на строительстве нью-йоркского небоскрёба и делил квартиру со своим лучшим другом и коллегой Бадом Кларком (Престон Фостер). Бад, который был помолвлен и собирался жениться, попросил свою невесту прийти на свидание вместе с подругой, которая составила бы пару для Джона. Однако девушка не заинтересовала Джона, и он направился в танцевальный зал напротив, где познакомился с платной танцовщицей Ширли Дэй (Вивьен Осборн). Когда один из клиентов начинает приставать к Ширли, та кричит на весь зал, и подоспевший Джон бьёт клиента по лицу, сбивая его с ног. Увидев эту сцену, директор зала Тони (Дж. Кэррол Нэш) выгоняет Джона, а Ширли вообще увольняет с работы. Джон приглашает Ширли в бар на молочный коктейль, где она узнаёт, что он прилично зарабатывает на стройке. После того, как Джон рассуждает о том, что хотел бы встречаться с образованной девушкой, Ширли говорит, что пошла работать в танцевальный зал лишь потому, что ей надо содержать больных родителей, которые живут на ферме в Айдахо, перед этим закончив один год в старшем классе школы. Ширли делает вид, что ей интересно посещать вместе с ним лекции, однако вместо этого уговаривает его пойти в подпольный бар, где под видом «чая» подают бутлегерский джин. Напоив Джона до практически невменяемого состояния, Ширли отводит его к мировому судье, который за взятку быстро оформляет их брак. Вернувшись вместе с Джоном в его квартиру, Ширли выгоняет Бада на улицу. Три недели спустя во время работы на 28 этаже небоскрёба, Бад говорит Джону, что Ширли постоянно обманывает его. В частности, её родители — это не больные фермеры в Айдахо, а пьяницы с Десятой авеню, что она тратит слишком много денег на одежду, которая ей якобы нужна для работы, и, кроме того, днём под видом походов в кино она регулярно встречается с Тони. Разозлённый Джон замахивается на Бада гаечным ключом, от чего тот теряет равновесие, падает вниз и разбивается насмерть. Подавленный горем, Джон увольняется с работы, однако жизнь на деньги Ширли, которые та получает в танцевальном зале, разлагает его. Ширли в свою очередь из милой дамочки превращается в злобную мегеру. Она дорого одевается и оплачивает квартиру, откровенно заявляя, что получает деньги от Тони. Ширли рассказывает мужу, что решила устроить к Тони на работу Энни, несчастную и невинную вдову Бада, с которой познакомилась на похоронах. Это приводит Джона в ярость. После неожиданно крупного выигрыша на скачках Джон гасит долги перед своим букмекером (Гай Кибби), оставляя себе деньги только на покупку оружия и на покрытие долга перед Тони. Джон приходит в танцевальный зал, где видит Ширли в объятиях Тони. Вопреки протестам последнего, Джонни отдаёт ему долг, после чего поворачивается к Ширли со словами: «Ты превратила меня в крысу. Бад был прав, ты родилась развращённой и пытаешься развратить других девушек, сделав их подобными себе». Он убивает Ширли несколькими выстрелами, а Тони с криками выбегает из комнаты. Во время процесса судья говорит Джону, что тот мог бы в качестве защиты сослаться на состояние аффекта, однако Джон отказывается от защиты, заявляя, что его надо было «сжечь» раньше, когда он был на самом дне, а не когда он сам стал вершить правосудие. Джона приговаривают к смертной казни.

## В ролях
- Эдвард Г. Робинсон — Джон Аллен
- Вивьен Осборн — Ширли Дэй
- Престон Фостер — Бад Кларк
- Дж. Кэррол Нэш — Тони
- Гай Кибби — букмекер
- Фредерик Бёртон — судья
- Эдриэнн Дор — Энни (в титрах не указана)

## История создания и результаты проката фильма
В основу сценария фильма положена оригинальная пьеса драматурга Эллиотта Лестера. Премьера спектакля, который имел то же название, что и фильм, состоялась в бродвейском театре «Ритц» 9 октября 1931 года. Единственным актёром, который повторил свою театральную роль в фильме, был Престон Фостер, который впоследствии имел в Голливуде многолетнюю карьеру в качестве характерного актёра.
Созданный на 310 тысяч долларов фильм собрал в прокате 822 тысячи долларов.

## Оценка фильма критикой
После выхода фильма обозреватель Мордант Холл написал в «Нью-Йорк Таймс», что «фильм мрачен и ужасен, при этом сделан мастерски, захватывая внимание зрителя». Критик пишет, что «несмотря на свою скучную историю, фильм вызывает восхищение, так как никогда не пробуксовывает». При этом в качестве режиссёра Мервин Лерой «делает всё очень изобретательно и правдоподобно, выразительно донося до зрителя последние мысли убийцы», при этом «все реплики точны и естественны». По мнению Холла, «Робинсон создаёт потрясающе сильный образ», его игра «особенно впечатляет, когда он показывает нервозное состояние своего персонажа или выдаёт разгорячённые слова, обращённые к судье». Холл также высоко оценил игру Фостера, Осборн и Нэша.
Как отметил современный киновед Брет Вуд, хотя этот фильм «часто оказывается в тени выдающейся гангстерской картины „Маленький Цезарь“ (1931), которая также была совместной работой Робинсона и Лероя, сегодня этот заново открытый шедевр служит примером эффектного, жёсткого зрелища, определявшего лицо кинематографа накануне введения Производственного кодекса в начале 1930-х годов». Хотя, по мнению Вуда, «сюжет картины, может быть, и не покажется особенно оригинальным, однако она выделяется стилем своей подачи. Неприукрашенную, урбанистическую атмосферу фильма дополняют сцены, подробно показывающие простые развлечения главных персонажей — это и танцевальный зал с арендуемыми танцовщицами, и бессодержательные радиопрограммы, и букмекер, и подпольный бар, который в период Сухого закона предлагает алкоголь, называя его „чай“». Иными словами, фильм представляет собой «увлекательную капсулу времени, показывающую безвкусные развлечения, которые утоляли страдания американцев из рабочего класса в те тяжёлые социально-экономические времена». Вуд также обращает внимание на «драматизм актёрской игры, который наполняет картину жизнью». Среди других актёров особенно выделяется Робинсон, который «блестяще сыграл падение в безумие, вершиной которого становится потрясающий монолог в суде. В этой четырёхминутной сцене персонаж Робинсона выпускает своих демонов в борьбе со своими путаными мыслями о мести, правосудии и наказании, и зритель видит его скатывание к полному безумию. Немногие актёры осмелились бы на такой подвиг, ещё меньше могли бы с ним справиться». Как полагает Вуд, этот «кульминационный монолог фильма выступает как одна из высших точек в карьере Робинсона».